# Áltudományos mítoszok
Ez a szócikk az interneten és a populáris kultúrában elterjedt áltudományos mítoszokkal és legendákkal foglalkozik, amelyek gyakran szenzációhajhász narratívákra épülnek. A szócikk bemutatja e történetek eredetét, valamint ismerteti a hozzájuk kapcsolódó tudományos álláspontokat. Noha ezek a mítoszok szórakoztató jellegük miatt széles körben népszerűek, tudományos bizonyítékok hiányában általában megalapozatlanok, és gyakran nélkülöznek bármiféle valóságalapot. Az ilyen történeteket jellemzően internetes tartalomgyártók, alternatív magazinok kiadói, könyvszerzők és amatőr előadók terjesztik, legtöbbször anyagi érdekből.
Az ilyen elméletek jellemzője, hogy meggyőző erejű bizonyítékok, például fényképek vagy dokumentációk, rendszerint hiányoznak, mivel a terjesztők szerint ezeket a hatóságok elkobozták vagy eltüntették. Amennyiben a helyi lakosok cáfolják a mítosz valódiságát, a magyarázat gyakran arra vezethető vissza, hogy állítólag megfélemlítették őket a hatóságok. Tudományos cáfolatok megjelenésekor az elméletek hívei gyakran azzal vádolják az ellenérveket megfogalmazó kutatókat, hogy együttműködnek a feltételezett igazságot eltitkolni kívánó hatóságokkal. Ezek a történetek az idő előrehaladtával gyakran módosulnak vagy bővülnek, különösen olyan esetekben, amikor a kritikusok logikai vagy ténybeli ellentmondásokra mutatnak rá az eredeti narratívában.
A mítoszok és legendák témájuk alapján több csoportba sorolhatók, például a paleoasztronautikával, a magyarság eredetével, a földönkívüliekkel kapcsolatos elméletekkel, valamint egyéb misztikus, ezoterikus vagy áltudományos jelenségekkel foglalkoznak.

## Ősi civilizációk és idegenek

### Paleoasztronautika

#### A salamancai űrhajós

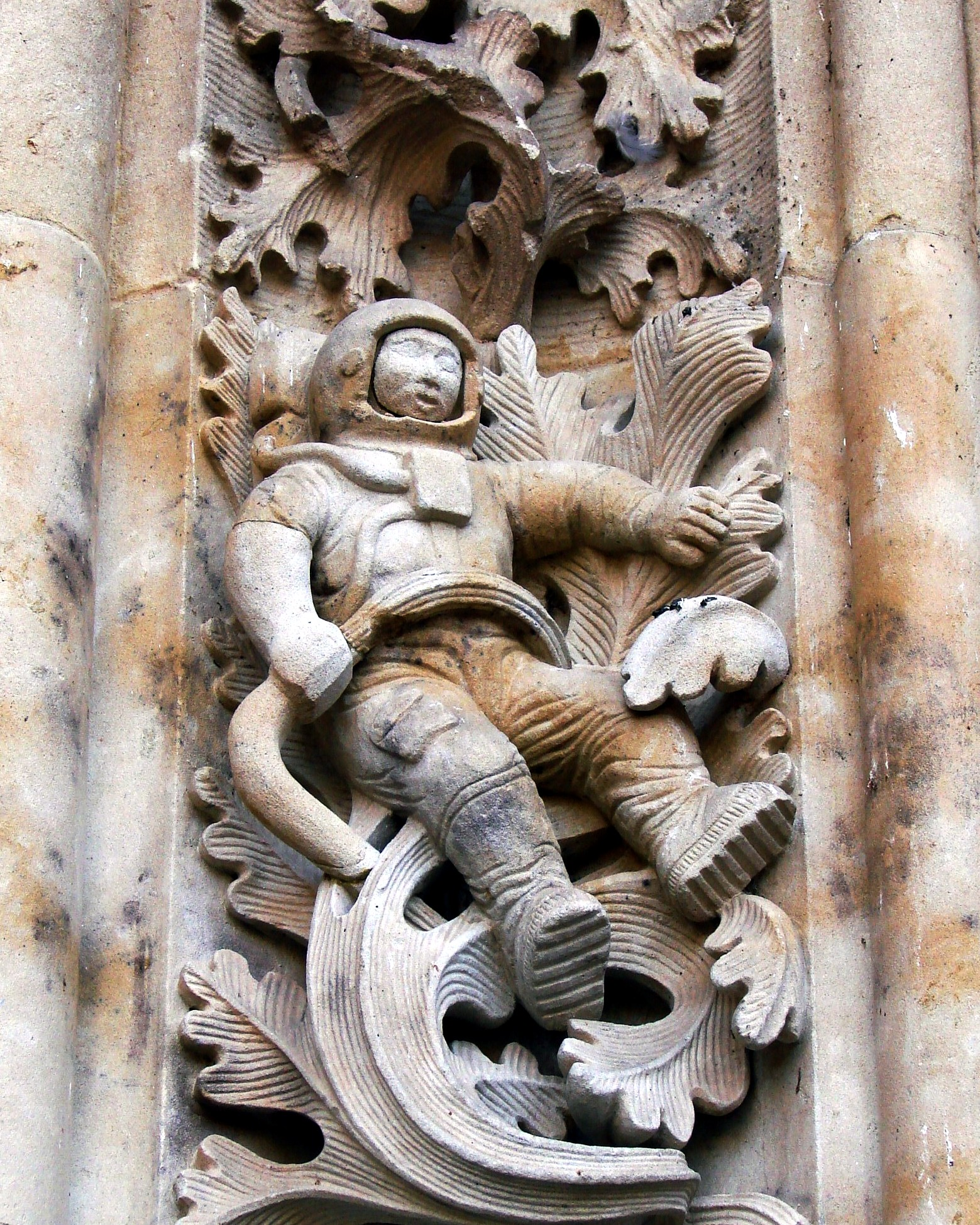
A salamancai űrhajós

A salamancai űrhajós egy modern kőfaragvány, amely a salamancai Új Katedrális homlokzatán található. Noha gyakran hozzák kapcsolatba paleoasztronautikai elméletekkel, az ábrázolás nem része az eredeti, 1513 és 1733 között épült katedrálisnak. Az űrhajós alakot 1992-ben, a katedrális restaurációja során készítette Jerónimo García kőfaragó és csapata, akik modern motívumokkal egészítették ki az épület díszítését. A figura a katedrális hosszú történelme előtti tisztelgésként, humoros és kortárs elemek részeként került a homlokzatra, például egy fagylaltot tartó démon és egy sárkány társaságában. Ezek a motívumok kreatív és szimbolikus jellegűek, nem pedig rejtett üzenetek vagy ősi titkok. Az űrhajós alak egyértelműen a modern kor terméke, és nincs kapcsolatban a középkori mesterekkel. Nem szolgáltat bizonyítékot sem földönkívüli lények, sem ősi technológiák létezésére.

#### A Tyiszuli hercegnő
A Tyiszuli hercegnő története egy áltudományos legenda, amelynek állításai önellentmondásosak, tudományos tényekkel könnyen cáfolhatók, és hiteles bizonyítékokkal nem támaszthatók alá. A beszámolók szerint 1969-ben a szibériai Kemerovo régió Tyiszuli járásában, Rzsavcsik faluban szénbányászok körülbelül 70 méteres mélységben egy márványszarkofágot találtak, amelyben egy kivételesen jól konzervált női test feküdt. Az alakot később "Tyiszuli hercegnőként" kezdték emlegetni, és története számos áltudományos értelmezés, valamint mítosz alapjává vált. A legenda szerint az állítólagos vizsgálatok a test korát 800 millió évre tették, ami teljes mértékben ellentmond az emberi evolúció, illetve a geológiai és földtörténeti folyamatok jelenlegi tudományos ismereteinek. A történet a 2000-es évek elején jelent meg helyi orosz lapokban, majd a 2010-es évek elején terjedt el szélesebb körben az interneten. Magyar nyelvű forrásokban először 2016-ban említették. Az évek során az elbeszélést több alkalommal módosították, hogy kiküszöböljék az eredeti változatban található logikai ellentmondásokat. 2007-ben Roman Jancsenko újságíró a legenda eredetét kutatva ellátogatott Rzsavcsik faluba, hogy a helyiektől gyűjtsön információkat. Beszámolók alapján a lakosok egy része nem is hallott a történetről, míg mások badarságnak vagy áprilisi tréfának tartották. Jancsenko megszólaltatta Nyikolaj Mihajlovics Garmanovot, a közeli szénbánya egykori munkását, akiről azt állították, hogy markológépével ő emelte ki a szarkofágot. Garmanov azonban határozottan cáfolta, hogy ilyen esemény valaha is megtörtént volna.

## Misztikus helyek és tárgyak

### Titokzatos tárgyak

#### Piri reisz térképe

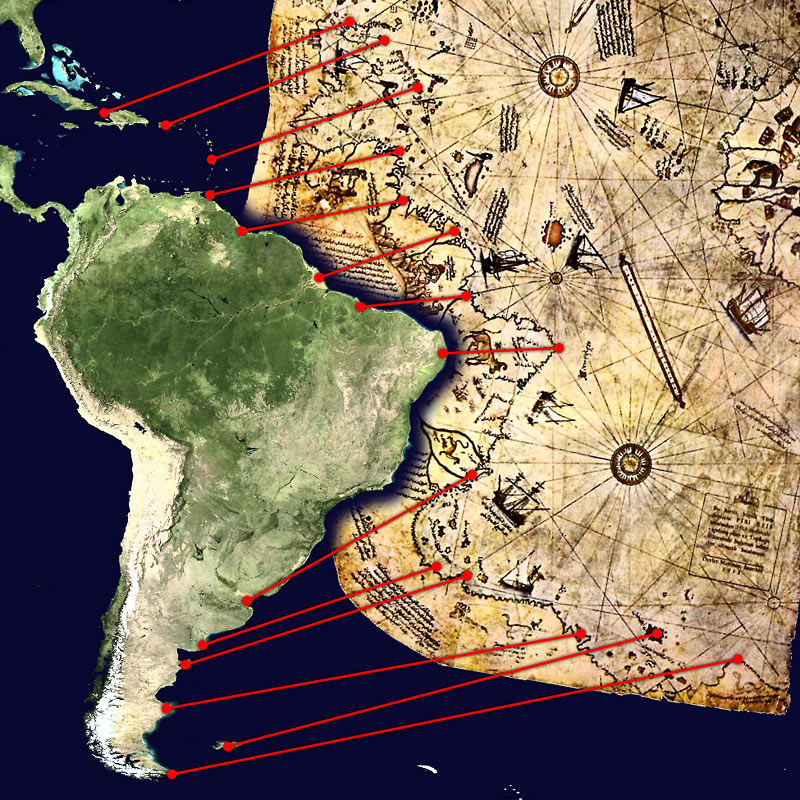
A Piri Reis térkép részeinek megfeleltetése Dél-Amerika partvidékével.

A Piri Reis térkép egy 1513-ban készült oszmán térképészeti emlék, amelyet Piri Reis, a híres tengerész és kartográfus állított össze korabeli és korábbi források alapján. A térkép különös figyelmet keltett, mivel egyes értelmezések szerint Antarktiszt ábrázolja jégmentes állapotban, ami feltételezések szerint fejlett ősi civilizációk vagy földönkívüliek ismereteire utalhat. A tudományos kutatások azonban ezt az állítást egyértelműen cáfolják. Steven Dutch geológus rámutatott, hogy Piri Reis térképe a dél-amerikai kontinens déli partvidékét pontatlanul jeleníti meg, a másolások során pedig ezt a területet kelet felé elgörbítették. A térkép alsó szakasza valójában Dél-Amerika keleti partvidékét ábrázolja az akkori földrajzi ismeretek és feltételezések alapján, nem pedig a jégmentes Antarktiszt. Az „Antarktisz-elmélet” tévesen abból indul ki, hogy a térkép olyan területeket mutat, amelyeket a 16. század előtti hajósok nem ismerhettek. A Piri Reis térkép tehát nem bizonyíték sem földönkívüli beavatkozásra, sem fejlett ősi civilizációkra. Ehelyett kiemelkedő történelmi dokumentumként értelmezendő, amely a 16. századi kartográfia és az oszmán birodalom földrajzi ismereteinek lenyűgöző példája.

## Jegyzetkek
1. ↑  Mit keres egy űrhajós a kora újkori spanyol katedrális faragványán? – Múlt-kor történelmi magazin
2. ↑  Tisulskijj sarkofag – Sibdepo.ru
3. ↑  Piri Reis térképei – Index.hu